# Cementerio de Kogannu
El Cementerio de Kogannu (en dhivehi: ކޯގަންޱު) Es el cementerio más antiguo de las Maldivas. El cementerio de Kogannu está situado en la isla de Meedhoo en el atolón de Addu. El cementerio fue construido hace unos 900 años con el fin de enterrar a los primeros musulmanes del atolón Addu. Es el cementerio con el área más grande de las Maldivas. La lápida más grande del país también se encuentra en este cementerio. Se cree que esta lápida se remonta al siglo XVIII y pertenece a uno de los miembros de la realeza de las Maldivas. Muchos escritos históricos de las Maldivas se encuentran en Kōgaṇṇu.